# Poranthera triandra
Poranthera triandra är en emblikaväxtart som beskrevs av John McConnell Black. Poranthera triandra ingår i släktet Poranthera och familjen emblikaväxter. Inga underarter finns listade i Catalogue of Life.